# Boka-vízesés
A kétlépcsős Boka-vízesés (szlovénül Slap Boka) és forrás a szlovéniai Bovec közelében, tőle nyugatra 3 km-re található. Legnagyobb magassága 144 méter, szélessége 18 méter, így ez Szlovénia legmagasabb vízesése. Átlagosan másodpercenként 2 m³-es vízhozama van, nagyobb esők után és a tavaszi olvadáskor azonban ez akár 100 m³ is lehet. Tengerszint feletti magassága kb. 725 m.
Érdekessége, hogy a víz közvetlenül a sziklából ömlik a völgybe, nincs előtte folyó, ami táplálná, így tehát egyúttal forrásként is funkcionál.
Ugyan híresebb nála a Savica (a Száva egyik forrása), a Rinka és a  Peričnik-vízesés, méreteiben mégis megelőzi ezeket.

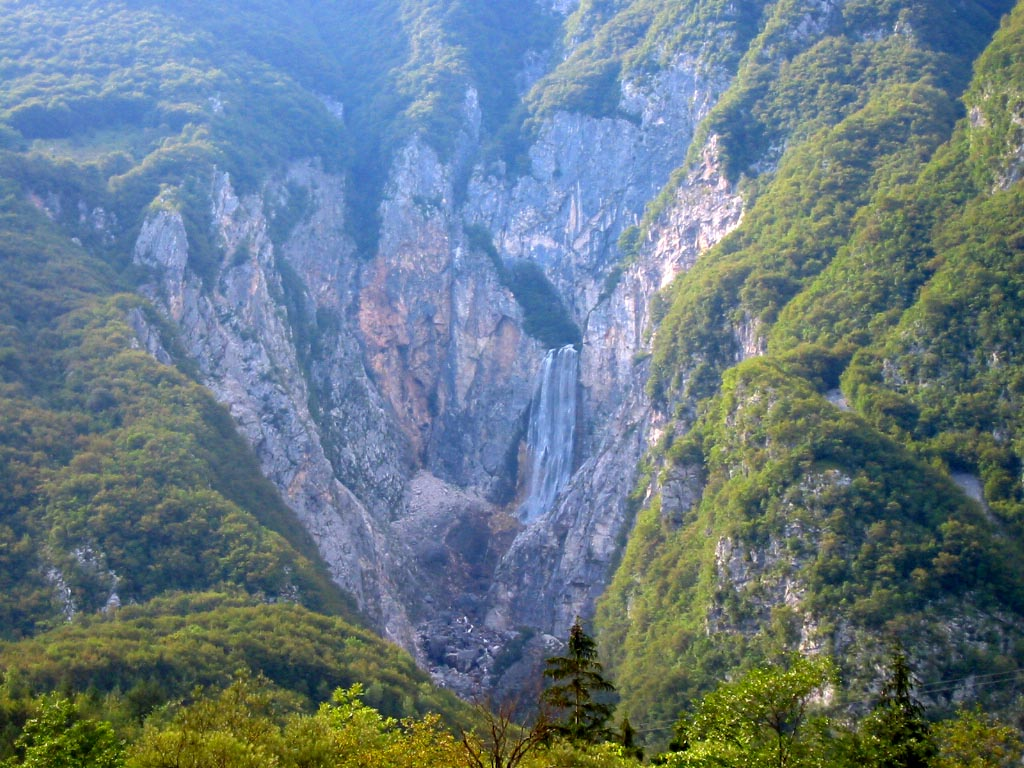
A Boka környezete

## Külső hivatkozások
- Boka – Hribi.net (angolul)
- Boka – Burger.si (angolul)
- Boka – Kraji.eu (angolul)